# Sulu-szigeteki kuszkusz
A Sulu-szigeteki kuszkusz (Strigocuscus pelengensis) az emlősök (Mammalia) osztályának a Diprotodontia rendjébe, ezen belül a kuszkuszfélék (Phalangeridae) családjába tartozó faj.

## Elterjedése
Indonézia területén honos, azon belül a Peleng-szigeten és a Sula-szigeteken honos.

## Alfajai
- Strigocuscus pelengensis pelengensis
- Strigocuscus pelengensis mendeni

## Szaporodása
A nőstény egy kölyöknek ad életet.